# 新德鲁热斯克
新德鲁热斯克（羅馬化：Novodruzhesk）是乌克兰東部卢甘斯克州北顿涅茨克区利西昌斯克市镇内的城市，乌克兰行政区划改革前隶属于利西昌斯克市议会。該市始建於1935年，面積14平方公里，2022年人口数量为6,705人。

## 图集

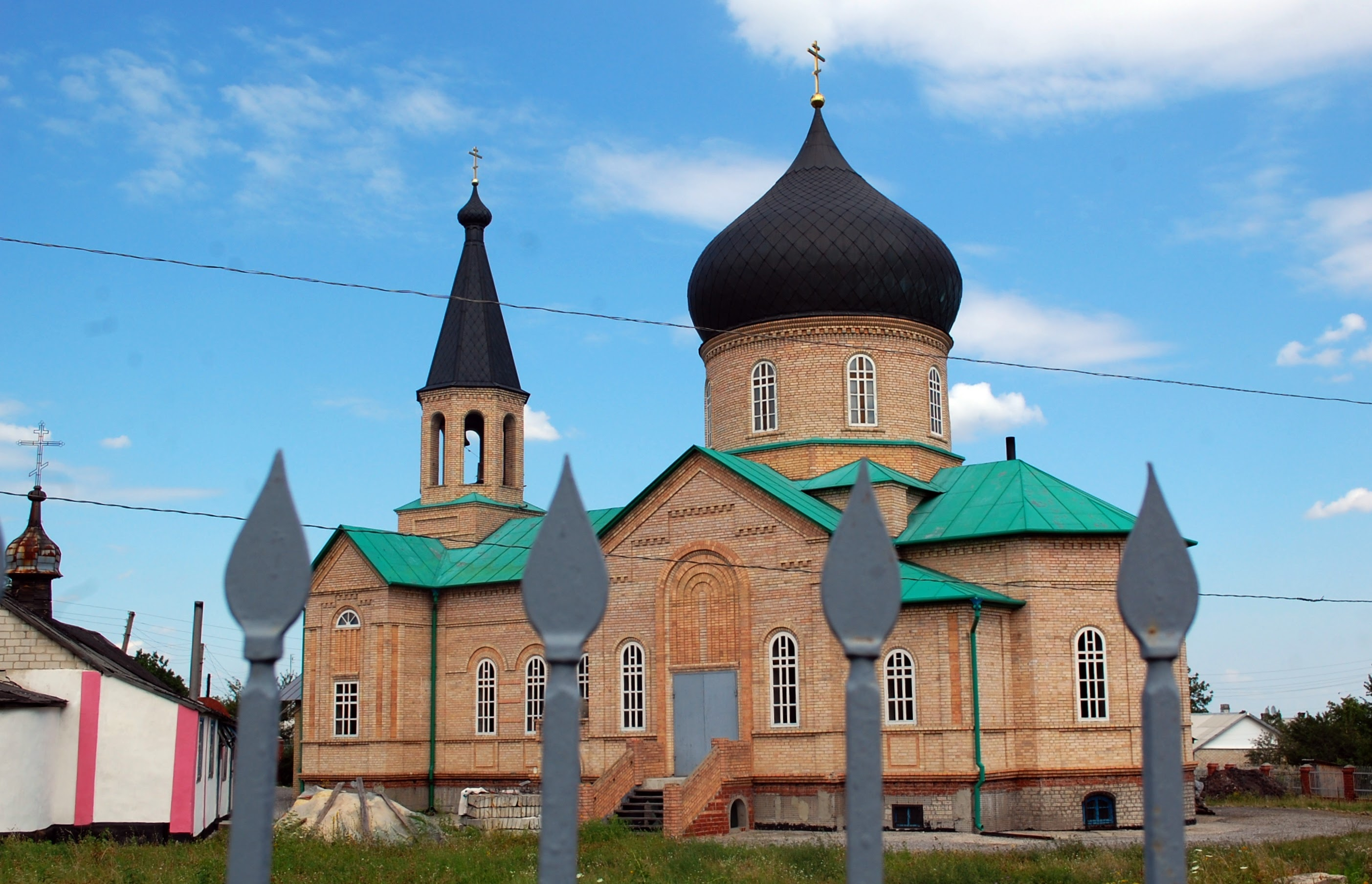
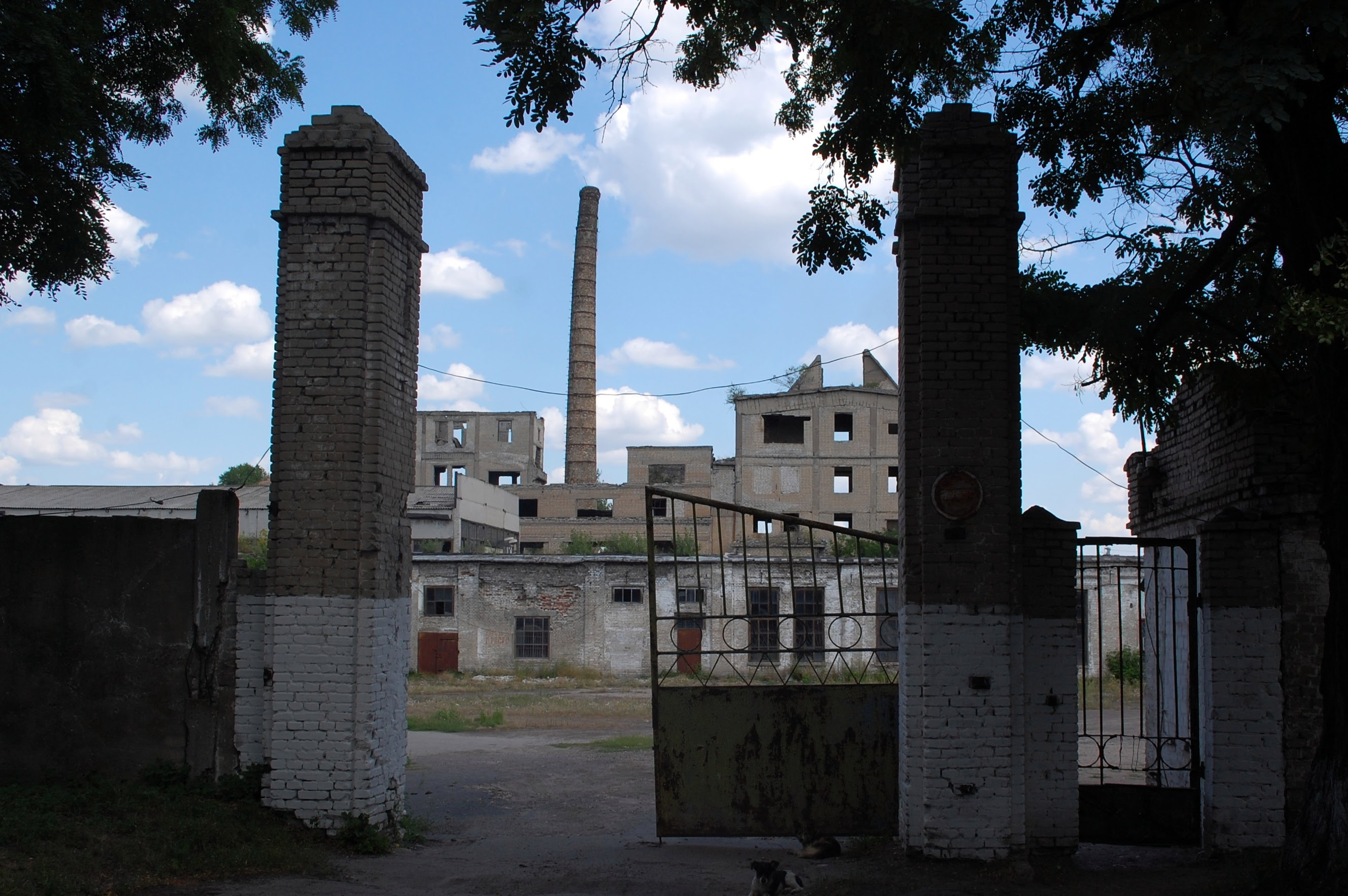

## 來源
1. ↑  周定国 (编). . . 北京: 中国对外翻译出版公司: 693. 2008-01. ISBN 978-7-500-10753-8. OCLC 885528603. OL 23943703M. NLC 003756704.（简体中文）
2. ↑   (PDF). 乌克兰国家统计局.   [2023-02-03]. （原始内容存档 (PDF)于2022-08-10） （乌克兰语及英语）.